# Espalier de gymnastique

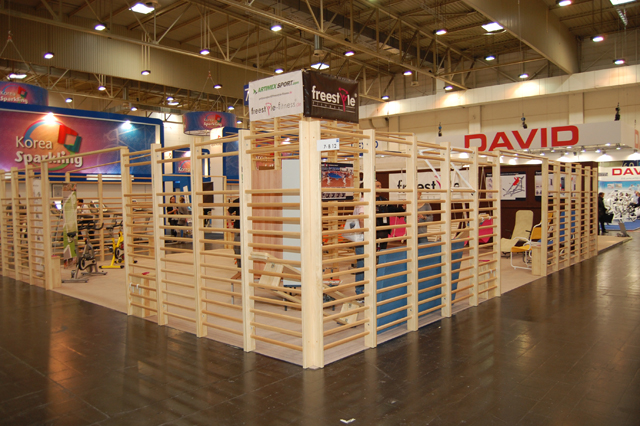
Espalier de gymnastique L'exposition FIBO 2010

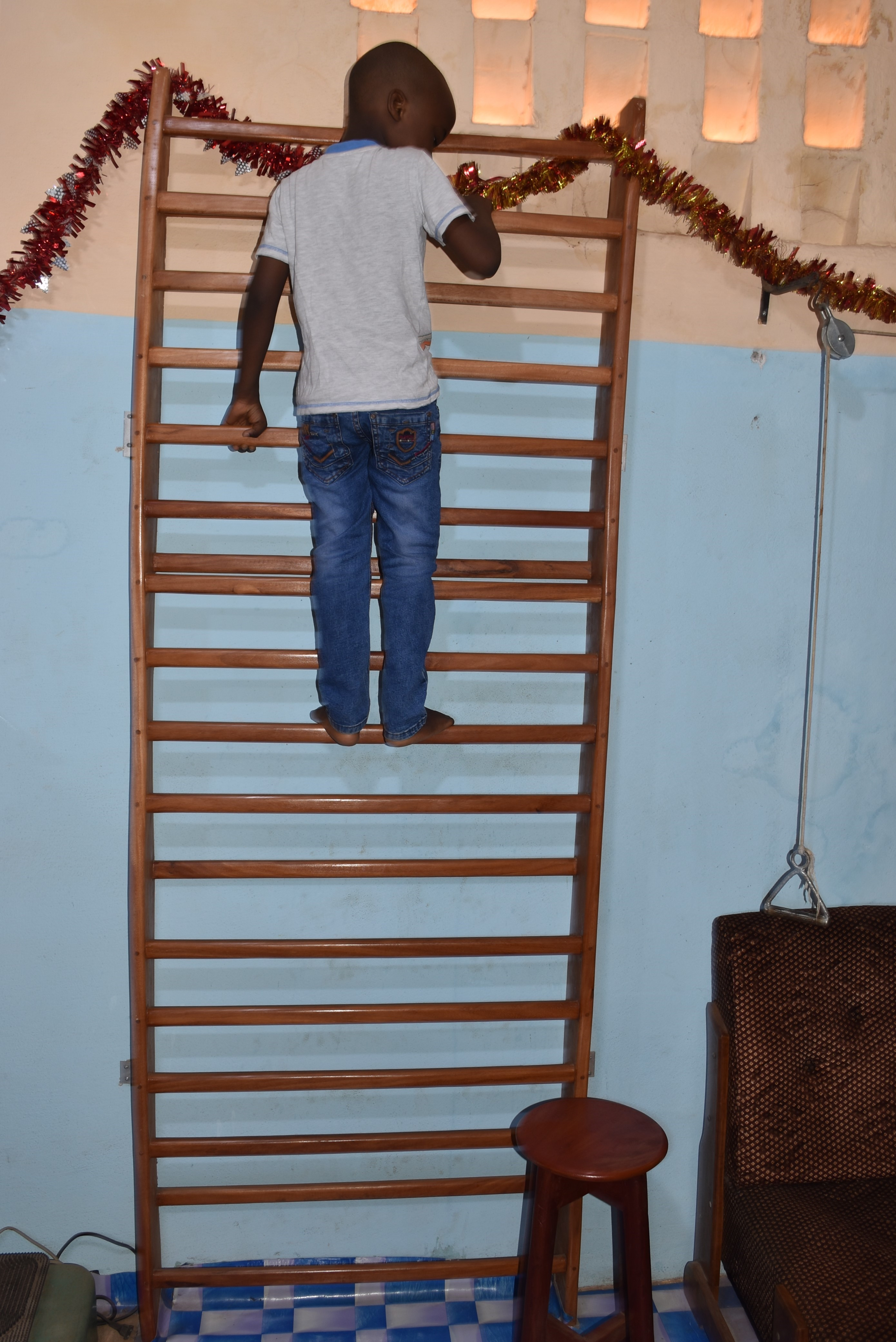
Enfant en rééducation chez un kinésithérapeute au Bénin.

Pour les articles homonymes, voir Espalier.
L'espalier de gymnastique, parfois appelé « échelle pour la gymnastique », a été inventé dans les années 1800 par le professeur suédois Pehr Henrik Ling, qui souffrait d'arthrite. Il a déterminé le potentiel thérapeutique des exercices avec espaliers
Les espaliers de gymnastique sont un périphérique multifonction, en lamelles de bois de hêtre et existent en différentes tailles ; en général ils mesurent 2,50 (H) × 1,70 (l) m.
Les barres parallèles sont en hêtre ou en bois d'érable et peuvent être au nombre de 7, 14 ou 16 pièces. La barre supérieure est toujours sur une position extérieure pour faciliter le déroulement des exercices. Les barres sont de 40 × 30 mm de section, en ovale.
Le mur de barres est utilisé pour la gymnastique ainsi que pour des exercices de rééducation fonctionnelle. Cet équipement d'exercice est largement utilisé dans les centres de conditionnement physique ou des gymnases dans les écoles et les classes d'éducation physique.